# 粗毛鸭嘴草
粗毛鸭嘴草（学名：Ischaemum barbatum Retz.）是一种禾本科植物。这种植物分布于山东至广西沿海各省及云南，印度至菲律宾也有。